# Форт Ларами (Вајоминг)
Форт Ларами (енгл. Fort Laramie) град је у америчкој савезној држави Вајоминг.

## Демографија
По попису из 2010. године број становника је 230, што је 13 (-5,3%) становника мање него 2000. године.
| Група             | 2000.       | 2010.       |
| Белци             | 226 (93,0%) | 210 (91,3%) |
| Афроамериканци    | 0 (0,0%)    | 0 (0,0%)    |
| Азијати           | 0 (0,0%)    | 0 (0,0%)    |
| Хиспаноамериканци | 11 (4,5%)   | 13 (5,7%)   |
| Укупно            | 243         | 230         |